# 特林达迪 (费洛尔镇)
特林达迪是葡萄牙布拉干萨区的一个堂区。总面积13.5平方公里，总人口177人，人口密度13.1人/平方公里。